# Вільгельм Гартевельд
Вільгельм Гартевельд (швед. Julius Napoleon Wilhelm Harteveld; 1859—1927) — музикознавець, диригент, композитор, фольклорист і публіцист шведського походження.

## Життєпис
У 1882—1919 рр. жив, працював і подорожував по Російській імперії.
1890 організував «Київське товариство любителів музики», де влаштовував симфонічні і камерні концерти.
У 1908 році здійснив подорож по «Великому Сибірському шляху», в якій записував пісні поселенців і політкаторжан.
Покинув у зв'язку з революцією 1917 року, спочатку виїхавши до Константинополя, а потім, влітку 1920 року, в Стокгольм. Тут він читав лекції, виступав з концертами, писав мемуари, які потім були зібрані в книзі, виданій в 1925 році, «Чорне і червоне: трагікомічні історії з життя старої і нової Росії»